# Скейтбординг
Скейтбординга е екшън спорт, който включва каране и изпълнение на трикове със скейтборд. Скейтбординга може също да се разглежда като развлекателна дейност, форма на изкуство, работа, или метод за транспортиране. Скейтбординга е формиран и повлиян от много скейтбордисти през годините. Докладът от 2002 г. показва, че в света има 18,5 млн. скейтбордисти. 85 процента от анкетираните скейтбордисти, които са карали скейтборт през последната година са били под 18-годишна възраст, а 74 процента са мъже.
От 1970 г. насам, има специални паркове (скейт паркове) които са конструирани специално за използване от скейтбордисти, фриистайл BMX ездачи, агресивни скейтъри и скутери.